# 莫安巴區
25°36′14″S 32°14′46″E / 25.604°S 32.246°E
莫安巴區（葡萄牙語：Moamba），是莫桑比克的行政區，位於該國南部，由馬普托省負責管轄，首府設於莫安巴，面積4,628平方公里，2007年人口56,335，人口密度每平方公里12人。